# Luke Mathews
Luke Mathews (* 21. Juni 1995 in Williamstown) ist ein australischer Mittelstreckenläufer.

## Sportliche Laufbahn
Erste internationale Erfahrungen sammelte Luke Mathews bei den Juniorenweltmeisterschaften 2014 in Eugene, bei denen er im Halbfinale über 800 Meter ausschied. Zwei Jahre später qualifizierte er sich über 800 und 1500 Meter für die Olympischen Spiele in Rio de Janeiro, schied dort aber in beiden Bewerben in der ersten Runde aus. 2017 nahm er mit der australischen 4-mal-800-Meter-Staffel an den World Relays auf den Bahamas teil und erreichte dort in 7:20,10 min den vierten Platz. Über 1500 Meter qualifizierte er sich für die Weltmeisterschaften in London, bei denen er mit 3:40,91 min im Halbfinale ausschied. 
Im April 2018 gewann er bei den Commonwealth Games im australischen Gold Coast im Finale über 800 Meter in 1:45,60 min die Bronzemedaille. Über 1500 Meter belegte er im Finale mit 3:47,04 min den zwölften Platz.
Mathews wurde zwischen 2016 und 2018 australischer Meister im 800-Meter-Lauf. Er ist Student für Rechtswissenschaften an der Deakin University in Melbourne.

## Persönliche Bestzeiten
- 800 Meter: 1:45,16 min, 5. Juni 2016 in Birmingham
- 1500 Meter: 3:35,57 min, 11. Juni 2017 in Hengelo
- Meile: 3:54,53 min, 27. Mai 2017 in Eugene